# Siklós (distrikt)
Siklós är ett distrikt i Ungern. Det ligger i provinsen Baranya, i den sydvästra delen av landet, 190 km söder om huvudstaden Budapest.